# Lolita (film 1997)
Lolita è un film del 1997 diretto da Adrian Lyne.
Si tratta del secondo adattamento cinematografico basato sull'omonimo romanzo dello scrittore russo Vladimir Nabokov, sceneggiato da Stephen Schiff.

## Trama
New England, estate 1947.
Humbert Humbert, un professore britannico di letteratura francese, dall'indole calma e meditativa nonché dedito alla scrittura, in attesa di ricoprire una cattedra universitaria nell'Ohio, trascorre i mesi estivi presso la casa della vedova Charlotte Haze, dove avviene l'inaspettato incontro con la figlia dodicenne Dolores, detta Lolita.
Rapito dalla sua bellezza acerba, nasce in lui una fortissima infatuazione in parte ricambiata, fomentata dalla vivacità e dagli atteggiamenti provocanti della figlia adottiva. Il tutto è appuntato sul diario di lui, che viene fatalmente scoperto da Charlotte, la quale, sconvolta, esce di corsa da casa restando uccisa da un'auto.
Humbert rileva la ragazzina da un campo estivo e la porta in giro per gli Stati Uniti, facendo tappa da albergo in albergo, fino a incontrare un misterioso signore di nome Quilty, il quale si insinuerà nel loro singolare ménage, pedinandoli per tutto il tragitto. Alla fine Lolita verrà consensualmente rapita da Quilty, facendo perdere le sue tracce.
Tre anni dopo Humbert riceve una lettera da Lolita, che gli racconta di essersi sposata e di essere incinta. Sperando di riaverla, va a trovarla, ma la trova molto cambiata. Lolita gli racconta dell’esperienza vissuta con Quilty, l'unico uomo - confessa - che  abbia amato veramente, anche se non è chiaro quanto lei menta per indispettirlo, tanto è vero che poi aggiunge di essere stata costretta ad allontanarsi da Quilty perché le avanzava richieste troppo particolari. Humbert, distrutto, si reca nell'abitazione del rivale e lo uccide con quattro colpi di pistola: quindi si allontana in macchina in stato confusionale. Poco dopo viene inseguito e raggiunto dalla polizia, finché fermo in un campo ascolta malinconico lo schiamazzo di giovani voci provenire da un paese a valle. Lì scopre e confessa a se stesso che il suo più grande rammarico non è l'assenza di Lolita al suo fianco, ma il fatto che la voce di lei non faccia parte di quel coro spensierato.
Humbert morirà in prigione, durante il processo, nel novembre 1950. Lolita lo seguirà poco dopo, per complicazioni di parto, il giorno di Natale.

## Produzione
Le riprese del film si svolsero dal 5 settembre 1995 all'8 febbraio 1996, ma per questioni legate alla censura il film uscì nelle sale cinematografiche statunitensi ed europee nel 1997.
Il film è stato prodotto da Mario Kassar, produttore esecutivo, e dal co-produttore Joel B. Michaels per la Pathé Production.
La pellicola è stata girata tra la Francia, dove viene mostrato il periodo in cui il giovane Humbert Humbert conosce Annabelle Leigh, e gli Stati Uniti d'America (più precisamente nel Nord Carolina, Sud Carolina, Louisiana, Texas e California), paese che accoglie l'insegnante inglese in età adulta e dove avviene l'incontro con Lolita.

### Sceneggiatura[4]
L'autore della sceneggiatura è Stephen Schiff. Ci sono state difficoltà per far uscire il film nelle sale per via di contenuti di sessualità esplicita tra Humbert e l'adolescente Lolita. Anche il tema centrale del racconto è estremamente delicato, trattandosi di pedofilia. La graziosa e controversa ninfetta nata dalla penna di Nabokov è infatti solo una bambina di 12 anni mentre Humbert è un uomo di 37 anni. In questo caso, Adrian Lyne decise di attribuire a Lolita un'età di 14 anni, come Stanley Kubrick ne assegnò 16 alla propria nella prima trasposizione cinematografica.
Riadattando l'età di Lolita, di conseguenza appare meno scandaloso il legame basato sugli istinti e sul sesso che si instaura tra i due protagonisti della storia.
Se Vladimir Vladimirovič Nabokov rimase deluso dal film di Stanley Kubrick, il quale girò solo il 20 % della sceneggiatura che all'epoca venne scritta e riadattata dallo stesso autore del romanzo, e da come la società degli anni '50 e '60 non vedeva di buon occhio la storia del professor Humbert Humbert e della sua adorata Dolores Haze, suo figlio Dmitri Nabokov non si è dichiarato tale guardando il film.
Dmitri ha giudicato la nuova Lolita capace di toccare sensibilmente l'animo dello spettatore come di seguito riportato:
(Dmitri Nabokov)
Stephen Schiff trascrive con maggiore fedeltà il susseguirsi degli eventi presenti nel romanzo di Nabokov, i ricordi, le date, i luoghi e i paesi che Humbert e Lolita visitano insieme.
Da non trascurare il breve ma intenso racconto che Humbert fa di Annabel Leigh, la ragazzina di cui si innamorò durante l'estate dei suoi 14 anni e che morì di tifo 6 mesi dopo, un aspetto che non viene minimamente accennato nel film di Stanley Kubrick ma che racchiude in sé stesso, come sostiene lo stesso personaggio di Humbert nel romanzo, una grande importanza per spiegare la sua attrazione per ragazze di età estremamente giovani come nel caso di Lolita. Il film di Adrian Lyne appare più veritiero e meno teatralizzato da monologhi e travestimenti inverosimili che altresì sono onnipresenti nel film di Stanley Kubrick, il quale rende l'immagine di Clare Quilty in apparenza carismatica e umoristica.

### Cast e personaggi
Jeremy Irons interpreta il Prof. Humbert Humbert, protagonista-antagonista e narratore degli eventi.
Inizialmente l'attore inglese non intendeva accettare la proposta d'interpretare il personaggio, per la sua natura incline ad adorare ragazzine giovani. Irons, all'epoca, aveva dei figli adolescenti e riteneva perciò fuori luogo recitare la parte di un uomo che si innamora di una minorenne, ma su insistenza del regista accettò.
Interpretare Humbert Humbert cambiò radicalmente i preconcetti che l'attore aveva inizialmente nutrito verso il ruolo, a tal punto che anche dopo molti mesi dal termine della realizzazione del film, l'attore confessò di provare un'ossessione per Dominique Swain. Irons, come Adrian Lyne, ha definito la vicenda di "Lolita" una storia di amore, di passione, di gelosia e di sofferenza.
La giovane Dominique Swain, scelta da Adrian Lyne fra circa 2500 ragazze sottoposte a provino, interpreta Lolita. Nel periodo in cui venne girato il film, l'attrice aveva solo 15 anni e frequentava la Malibù High School, in California. Essendo minorenne, nelle scene erotiche con Irons fu sostituita da una controfigura.

## Colonna sonora
Le musiche di Lolita sono state composte, orchestrate, arrangiate ed eseguite da Ennio Morricone. L'album comprende anche canzoni di altri artisti di musica leggera americana.
| Recensione | Giudizio |
| ---------- | -------- |
| AllMusic   |          |

### Tracce
Musiche di Ennio Morricone, eccetto dove indicato.
1. Lolita – 2:20
2. Love in the Morning – 3:36
3. Vera Lynn – I'm in the Mood for Love – 2:55 (testo: Dorothy Fields – musica: Jimmy McHugh)
4. Andy Russell – Amor – 2:56 (Ricardo Lopez Mendez, Gabriel Ruíz)
5. Take Me to Bed – 2:51
6. Lolita on Humbert's Lap – 3:34
7. Ella Fitzgerald – 'Tain't What You Do (It's the Way That You Do It) – 2:56
8. Lolita in My Arms – 1:37
9. Requiescant – 2:10
10. Louis Prima and His Band – Civilization (Bongo, Bongo, Bongo) – 3:18 (Bob Hilliard, Carl Sigman)
11. Eddy Howard – I Wonder, I Wonder, I Wonder – 3:01 (Daryl Hutchinson)
12. Jack McVea – Open the Door, Richard! – 2:59 (Dusty Fletcher, Don Howell, John Mason, Jack McVea)
13. Quilty – 4:14
14. What About Me? – 1:41
15. Togetherness – 2:32
16. She Had Nowhere Else to Go – 3:21
17. Humbert's Diary – 2:55
18. Humbert on the Hillside – 1:42
19. Artie Shaw – Stardust – 3:31 (Hoagy Carmichael, Mitchell Parish)
20. Ladies and Gentlemen of the Jury – 2:19
21. Lolita (Finale) – 4:08

Durata totale: 60:36

## Distribuzione

### Date di uscita
Di seguito sono elencate, in ordine cronologico, le date di uscita del film e il titolo in alcuni stati del mondo.
- Italia: 26 settembre 1997 (prima cinematografica mondiale)
- Spagna: 3 ottobre 1997
- Grecia: 14 novembre 1997
- Portogallo: 14 novembre 1997
- Hong Kong: 4 dicembre 1997
- Corea: dicembre 1997
- Germania: 1º gennaio 1998
- Austria: 2 gennaio 1998
- Svizzera: 9 gennaio 1998
- Francia: 14 gennaio 1998
- Russia: 31 gennaio 1998 (Лолита)
- Lituania: 6 febbraio 1998
- Estonia: 10 aprile 1998
- Regno Unito: 8 maggio 1998
- Danimarca: 26 giugno 1998
- Turchia: 10 luglio 1998
- Stati Uniti d'America: 25 settembre 1998, 22 luglio 1998 (limitato) e 2 agosto 1998 (TV première)
- Brasile: 4 settembre 1998
- Norvegia: 4 settembre 1998
- Polonia: 25 settembre 1998
- Corea del Sud: 24 ottobre 1998
- Ungheria: 19 novembre 1998
- Slovacchia: 17 dicembre 1998
- Finlandia: 1999 (video première)
- Israele: 18 febbraio 1999
- Australia: 8 aprile 1999
- Argentina: 6 maggio 1999
- Paesi Bassi: 27 maggio 1999
- Svezia: 25 agosto 1999 (video première)
- Nuova Zelanda: 16 agosto 1999
- Messico: (Lolita: Una pasión prohibida)

### Divieti
Negli Stati Uniti la Motion Picture Association of America catalogò la pellicola sotto il visto R ("Restricted") per la "sessualità aberrante", forti scene di violenza e di nudità.
- Argentina: VM 18
- Australia: R
- Brasile: VM 14
- Cile: VM 18
- Francia: VM 12
- Germania: VM 18
- Hong Kong: III
- Italia: VM 18 (poi ridotto a VM 14)
- Giappone: PG-12
- Paesi Bassi: VM 16
- Nuova Zelanda: VM 18
- Norvegia: VM 18
- Perù: VM 18
- Portogallo: VM 16
- Singapore: R
- Corea del Sud: VM 18
- Spagna: VM 18
- Regno Unito: VM 18
- Stati Uniti d'America: R
- Finlandia: VM 16
- Canada: VM 16, VM 18 (Nuova Scozia e Alberta -VM 18, Columbia Britannica) R (Manitoba e Ontario R)
- Islanda: VM 16

### Edizione italiana
Il film fu distribuito nelle sale cinematografiche italiane il 27 settembre 1997.
La versione italiana del film è a cura di Patrizia De Crescenzo e i dialoghi italiani di Novella Marcucci. Il doppiaggio è a cura della SEFIT. Il direttore del doppiaggio è Pino Colizzi.

## Accoglienza

### Incassi
Lolita incassò 19492 $ nel primo weekend. Gli incassi finali nazionali furono di 1060056 $ a partire dal 22 novembre 1998.

### Critica
La pellicola si distingue per essere stata accolta da critiche contrastanti, oltre che per aver fatto discutere l'opinione pubblica. Jack Kroll sulla testata statunitense Newsweek ha commentato la pellicola affermando che Lyne «ha trasposto il classico di Nabokov con sensibilità, intelligenza e stile.» Caryn James sul New York Times si esprime dicendo che, come il romanzo dell'autore russo, il film «è un'eloquente tragedia cucita con arguzia: una seria e disturbante opera d'arte.»

## Riconoscimenti
- 1999 - MTV Movie Award
  - Candidato Miglior bacio a Jeremy Irons e Dominique Swain
- 1998 - National Board of Review Award
  - Migliori dieci film
- 1998 - Chicago Film Critics Association Award
  - Candidato Miglior performance rivelazione a Dominique Swain
- 1999 - Young Artist Award
  - Miglior attrice giovane a Dominique Swain